# Richard Stein
Richard Stein (n. 13 iunie 1909, Roman, România – d. 20 noiembrie 1992, București) a fost un compozitor, profesor și muzician român de origine evreiască. Este cunoscut pentru compunerea unor melodii populare românești precum „Sanie cu zurgălăi” și „Ți-am luat un mărțișor”, prima devenind și șlagăr internațional.

## Biografie
Richard Stein s-a născut la Roman, într-o familie de origine evreiască în care tatăl era director la o bancă. Din copilărie a studiat pianul si vioara. A studiat la București între 1923 și 1925, apoi la Paris Conservatoire. 
În 1936 a deveni directorul Teatrului Eforie din București.  A fost director la casa de discuri Columbia între anii 1937-1939. A predat și la Liceul Evreiesc.
Potrivit surorii sale, Antoaneta Ralian (n. Stein), colegul său Sergiu Celibidache a venit la ei acasă și împreună cu Stein au oferit un concert de jazz la două piane.
În perioada războiului familia a suferit din cauza legilor rasiale. Familia a fost obligată să își părăsească locuința, tatăl a fost epurat din funcție, sora exmatriculată din liceu, iar Richard a fost internat într-un lagăr de muncă.
După război a revenit să predea muzică la diferite licee din Roman.

## Opera muzicală
A compus numeroase melodii atât pentru versurile unor autori consacrați cât și pentru versuri nou compuse. Unele dintre melodii precum „Sanie cu zurgălăi” și „Ți-am luat un mărțișor” au devenit foarte populare.
„Sanie cu zurgălăi”, este un cântec românesc în stil popular, scris de Stein în 1936 pe versuri de Liviu Deleanu pentru Maria Tănase. Acest cantec a ajuns în diferite versiuni și în afara țării. A fost preluat în America de cantarețul de jazz Les Paul în 1953 unde a devenit un hit, apoi în Franța în interpretarea lui Édith Piaf, în Iugoslavia și alte țări.
Deoarece Les Paul nu a creditat lucrarea lui Stein, după ce acesta a devenit avocat, a intentat un proces pentru revendicarea drepturilor de autor. Deși Stein ar fi căstigat procesul, pănâ în ziua de azi versiunea lui Edith Piaf cât și altele continuă să crediteze ca sursă pe Les Paul.